# Bakkaflói
La Bakkaflói, toponyme islandais signifiant littéralement en français « la baie du plateau », est une baie d'Islande situé dans le Nord-Est du pays. Elle est délimitée au nord-ouest par la Langanes, au sud par la Digranes et s'ouvre au nord-est sur l'océan Atlantique. Le port de Bakkafjörður est situé sur son rivage méridional.